# Psychomyia mindanella
Psychomyia mindanella är en nattsländeart som beskrevs av Wolfram Mey 1998. Psychomyia mindanella ingår i släktet Psychomyia och familjen tunnelnattsländor. Inga underarter finns listade i Catalogue of Life.